# Fotografia schlieren

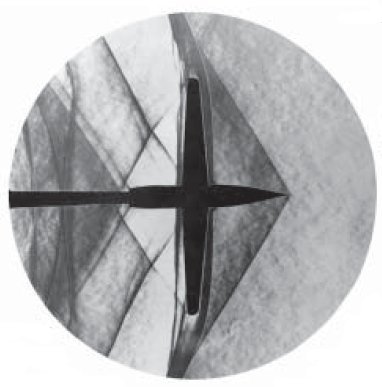
Uma fotografia de schlieren mostrando a compressão na frente de uma asa a Mach 1.2

A fotografia schlieren (do alemão; singular "Schliere", que significa "risco") é um processo visual que é usado para fotografar o fluxo de fluidos de densidade variável. Inventada pelo físico alemão August Toepler, em 1864, para estudar o movimento supersônico, ela é amplamente utilizada na engenharia aeronáutica para fotografar o fluxo de ar em torno de objetos.

## Aplicações
A fotografia schlieren é utilizada para visualizar os fluxos das massas ar, que são elas próprias transparentes (portanto, seu movimento não pode ser visto diretamente), mas formam gradientes de índice de refração, que se tornam visíveis em imagens de schlieren como tons de cinza ou até mesmo em cor. Esses gradientes podem ser causados por alterações na temperatura ou pressão de um mesmo fluido ou por variações da concentração de componentes em misturas e soluções. Aplicações típicas são o estudo das ondas de choque em balística e veículos supersônicos ou  hipersônicos. Fluxos causados por aquecimento, absorção física ou reações químicas podem ser visualizados. Assim, a fotografia schlieren pode ser utilizada em muitos problemas de engenharia, tais como transferência de calor, detecção de vazamento, estudo da camada limite e caracterização de ótica.